# Samuel Cockburn

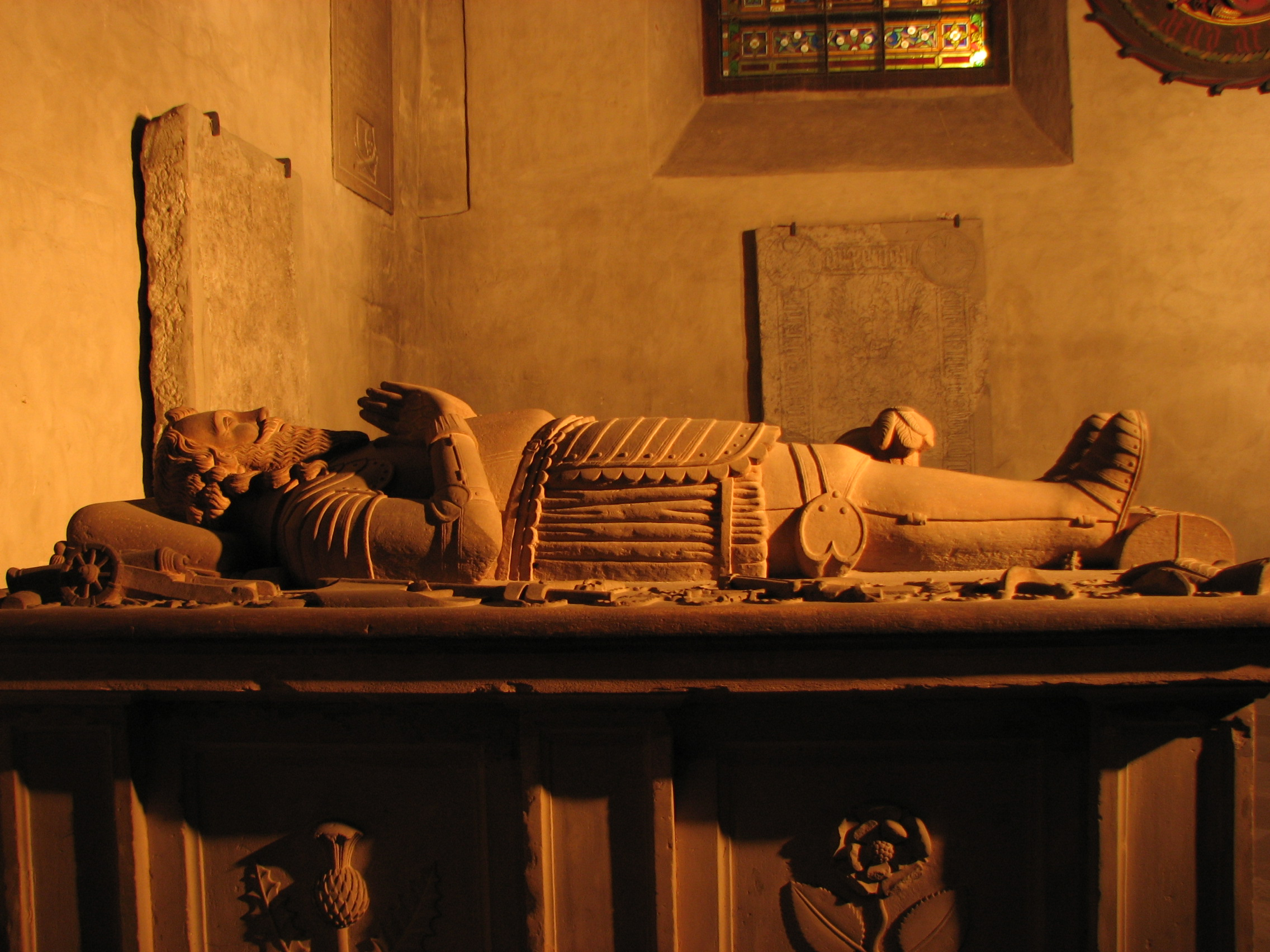
Cockburns gravmonument i Åbo domkyrka.

Samuel Cockburn (själv stavade han sitt släktnamn Cobron), född cirka 1574 i Skottland, död av fältsjuka i december 1621 vid ett fälttåg i Lettland, begravd 1622 i Åbo domkyrka, var en skotsk militär i svensk tjänst.
Cockburn gick i svensk tjänst 1598 och deltog i Karl IX:s och Gustav II Adolfs krig i Ryssland och i Baltikum. 1610 övertog han befälet av trupper från England och Skottland i Evert Horns armé. 1611 hade han avancerat till Överste och ledde ett värvat regemente av ryttare och infanteri. Han var bland annat med om att erövra Novgorod den 16 juli 1611. Han deltog sedan i erövringen av Riga sommaren 1621. Under dessa krigsfärder grundade han utanför Riga, vid floden Dünas södra sida en fästning, som fick namnet Cobrons skans, som kom att bestå under hela den svenska stormaktstiden, vilket bland annat ett stort antal kartor från Krigsarkivet visar (i vissa källor omnämns en viss Daniel Cobron som dess grundare, men torde vara en namnförväxling). För sina tjänster gav kungen Cockburn 301 gårdar i Österbotten. 
Han begravdes i Helga Lekamens kor, i Åbo domkyrka. 